# 14 Korpus (austro-węgierski)

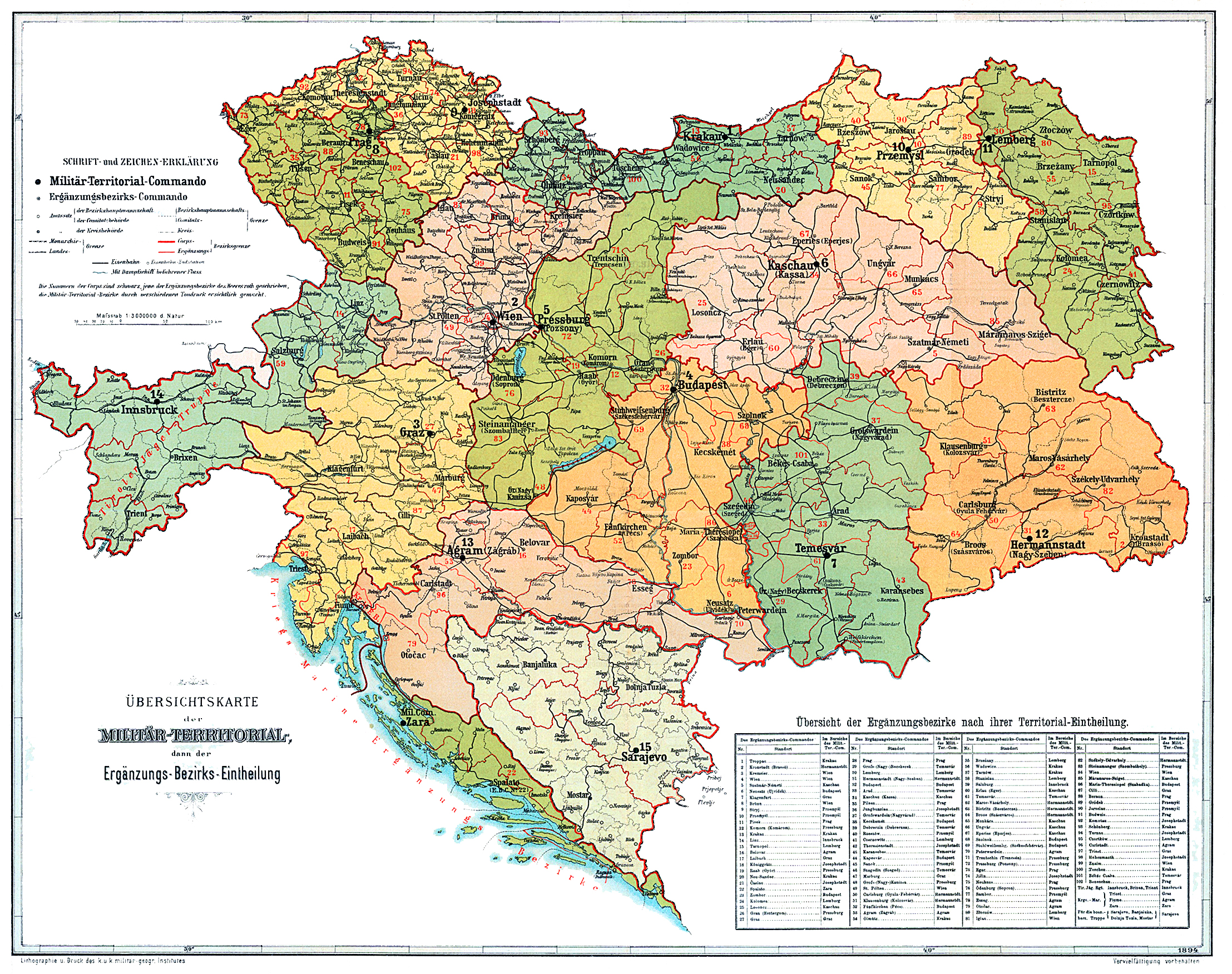
Wojskowy podział terytorialny Monarchii Austro-Węgier w 1894

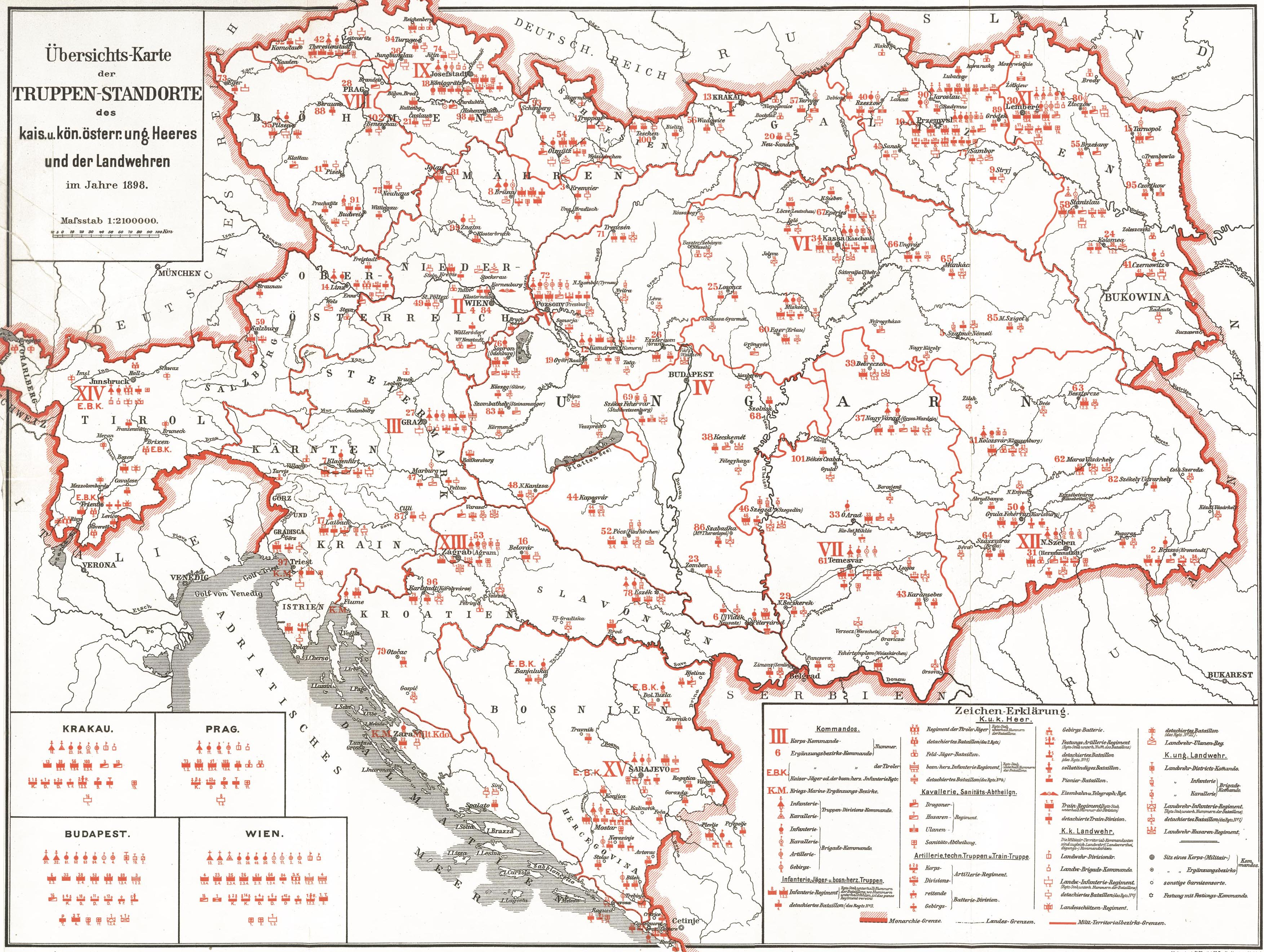
Dyslokalizacja sił zbrojnych Monarchii Austro-Węgier w styczniu 1898

14 Korpus – wyższy związek taktyczny cesarskiej i królewskiej Armii z komendą w Innsbrucku.
W 1914 jego dowódcą był generał arcyksiążę Józef Ferdynand. Do początku 1914 roku korpus był podporządkowany 3 Armii. W czasie wybuchu I wojny światowej korpus został podporządkowany dowództwu 4 Armii.
Organizacja wojenna w połowie 1914
- 3 Dywizja Piechoty (3. ID): stacjonująca w Linz
- 8 Dywizja Piechoty (8. ID): stacjonująca w Bozen
- 44 Dywizja Obrony Krajowej (44. Landwehr Infanterie Truppendivision)
- 41 Dywizja Piechoty Honwedu
- 23 Dywizja Piechoty Honwedu
- 4 Dywizja Kawalerii
- 2 Dywizja Kawalerii
- 11 Dywizja Kawalerii Honwedu

## Obsada personalna Komendy 12 Korpusu
Komendanci korpusu i generałowie dowodzący, jednocześnie komendanci Obrony Krajowej w Tyrolu i Vorarlbergu
(niem. Korpskommandant und Kommandierender General zugleich Landesverteidigungskommandant in Tirol und Vorarlberg)
- FZM Franz von Thun-Hohenstein (I – XII 1883 → urlopowany)
- FML Johann von Dumoulin (XII 1883 – 1 XI 1884 → urlopowany)
- FML / FZM Friedrich Teuchert-Kauffmann von Traunsteinburg (X 1884 – 1 IV 1891 → stan spoczynku)
- FML / FZM Josef von Reicher (III 1891 – 1 VII 1895 → stan spoczynku)
- FML / FZM Alexander Hold von Ferneck (VI 1895 – 1 V 1900 → stan spoczynku)
- FML / GdK arcyksiążę Eugeniusz Ferdynand Habsburg (IV 1900 – X 1908)
- FML / GdI Johann von Schemua (X 1908 – II 1912 → stan spoczynku z dniem 1 VI 1912)
- FML / GdK Victor Dankl (II 1912 – VIII 1914[2] → komendant 1 Armii)
- FML / GdI arcyksiążę Józef Ferdynand (VIII – X 1914 → komendant 4 Armii)
- FML / GdI Josef Roth von Limanowa-Lapanów (X 1914 – III 1916)
- GdK Alois von Schönburg-Hartenstein (I – VIII 1917)
- GdI Hugo Martiny von Malastów (VIII 1917 – I 1918)
- GdI Ignaz Verdroß von Droßberg (I – XI 1918)

Generałowie przydzieleni
(niem. Zugeteilter General)
- FML Ludwig Koennen-Horák von Höhenkampf (1914[2])

Szefowie Sztabu Generalnego
(niem. Generalstabschef)
- płk SG Artur Bolfras von Ahnenburg (I 1883 – IV 1887)
- płk SG Joseph von Paić (1914[2])